# 二條齊信
二條齊信（1788年4月10日—1847年6月9日），是江戶時代後期的公卿；也是藤原北家攝關家的二條家當主。

## 生涯
二條齊信在天明八年（1788年）出生，是父母二條治孝及德川翰子（德川宗翰次女）的第六子。寬政十年（1798年）因長兄兼養父二條齊通過世而接任二條家當主，享和三年（1803年）敘從三位，位列公卿。
文化十二年（1815年）任內大臣，後曾轉任右大臣、左大臣，弘化四年（1847年）死於左大臣任內，享年59歲。其子二條齊敬繼家督之位。
| 王位覬覦者        | 王位覬覦者                            | 王位覬覦者      |
| ----------------- | ------------------------------------- | --------------- |
| 前任： 二條齊通   | 二條家當主 1798年7月4日－1847年6月9日 | 繼任： 二條齊敬 |
| 官衔              |                                       |                 |
| 前任： 花山院愛德 | 內大臣 1815年4月5日－1820年11月20日   | 繼任： 三條公修 |
| 前任： 花山院愛德 | 右大臣 1820年11月20日－1824年2月4日   | 繼任： 九條尚忠 |
| 前任： 鷹司政通   | 左大臣 1824年2月4日－1847年6月9日     | 繼任： 九條尚忠 |
| 军职              |                                       |                 |
| 前任： 花山院愛德 | 右大將 1815年4月5日－1816年1月2日     | 繼任： 三條公修 |
| 前任： 鷹司政通   | 左大將 1816年1月2日－1820年3月1日     | 繼任： 九條尚忠 |